# 19 Fortuna
19 Fortuna este un asteroid de tip G din centura de asteroizi. A fost descoperit de John Russell Hind la 22 august 1852. Este numit după Fortuna, personificarea norocului în mitologia romană.
Telescopul Spațial Hubble a observat Fortuna în 1993. Avea un diametru aparent de 0,20 secunde de arc. Forma sa este aproximativ sferică. Au fost căutați sateliți, însă nu a fost găsit niciunul.